# Giràfids
Els giràfids (Giraffidae) són una família de mamífers remugants artiodàctils que comparteix un avantpassat comú amb els cérvols i els bòvids. Aquesta família, que fou un grup més divers i que s'estengué per Euràsia i Àfrica, actualment inclou només dos generes vivents, la girafa i l'ocapi. L'hàbitat dels dos generes se situa a l'Àfrica subsahariana: la giraffa viu a la sabana, mentre que l'ocapi sol viure en les selves pluvials del Congo. Els dos generes semblen molt diferents a primer cop d'ull, però comparteixen una gran quantitat de trets i característiques com una llengua llarga i fosca, les dents canines lobulades i unes banyes cobertes de pell anomenades ossicons.

## Orígens evolutius

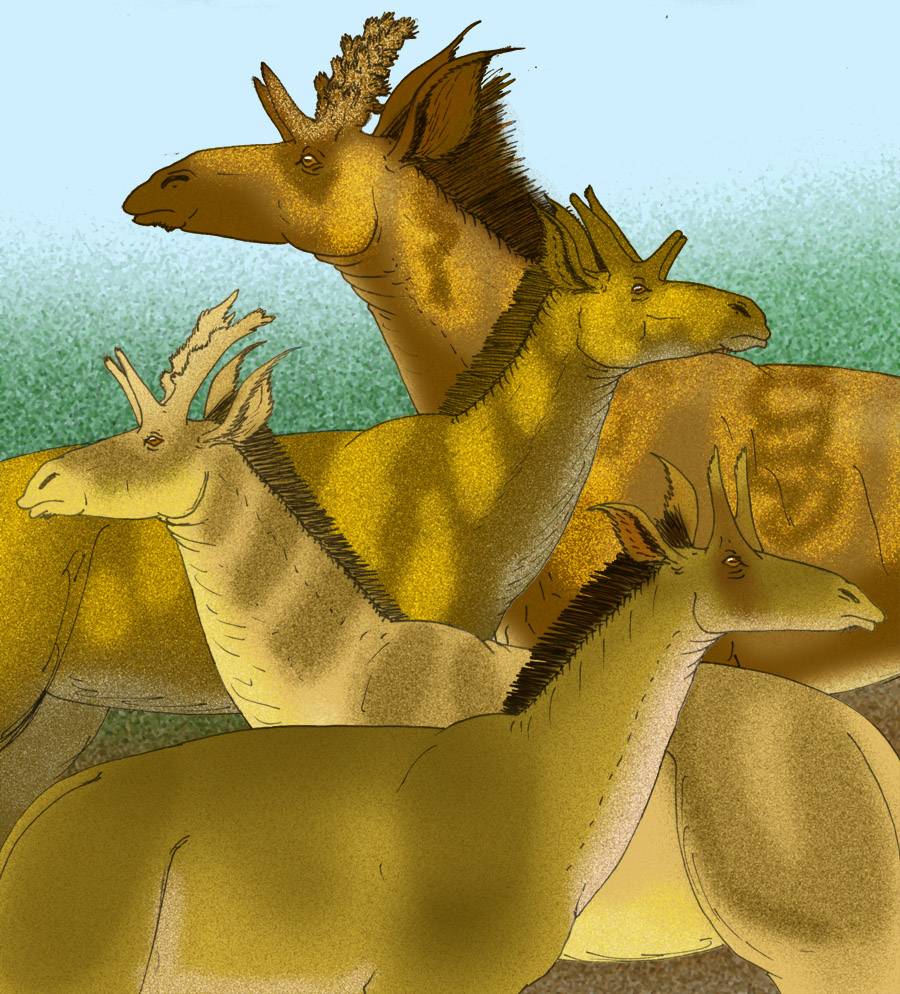
Shansitherium i Palaeotragus microdon, dos giràfids del Miocè d'Àsia

Els giràfids evolucionaren d'un grup d'unglats uniformes durant l'inici del Miocè, fa gairebé 25 milions d'anys. Formaven part d'una ramificació tardana dels mamífers que també produí els bous, els bòvids i els cérvols degut a un entorn que anà variant de boscos subtropicals poc densos fins a praderies i sabanes. Els giràfids es diversificaren en moltes formes ara extintes que habitaren grans parts d'Euràsia i inclús d'Àfrica. En aquest últim continent és on habiten avui dia les úniques espècies encara vives. Les espècies més antigues tenien el coll curt i eren de la mida d'un cérvol comú actual, similars als ocapis moderns.
Hi ha dos grups principals de giràfids extints: un grup amb els ossos de les extremitats robustos, els sivaterins, durant el Plistocè, i un altre amb ossos llargs i esvelts classificat en diferents subfamílies: Giraffinae i Palaeotraginae o simplement Giraffinae (amb dues subespècies, Giraffini i Palaeotragini). Mentre que Giraffa i Palaeotragus s'inclouen sense cap dubte en el segon grup, la ubicació de l'ocapi o els Mitilanotherium està encara en discussió.
Els parents extints més pròxims inclouen els paleomerícids i els climacoceràtids. Molts gèneres d'aquest últim foren classificats com a girafes inicialment.
El registre fòssil indica que molts altres giràfids prosperaren entre l'era del Miocè (fa aproximadament 20 milions d'anys) i el passat recent. Un gran grup de giràfids extint, els sivàpedes, tingueren ossicons gegants i ramificats, de manera que el seu aspecte hagués estat més aviat el de cérvols gegants en comptes de girafes.

## Taxonomia
Estudis moleculars suggereixen que els giràfids són grups germans amb els cérvols, moschus i els bòvids.

## Característiques

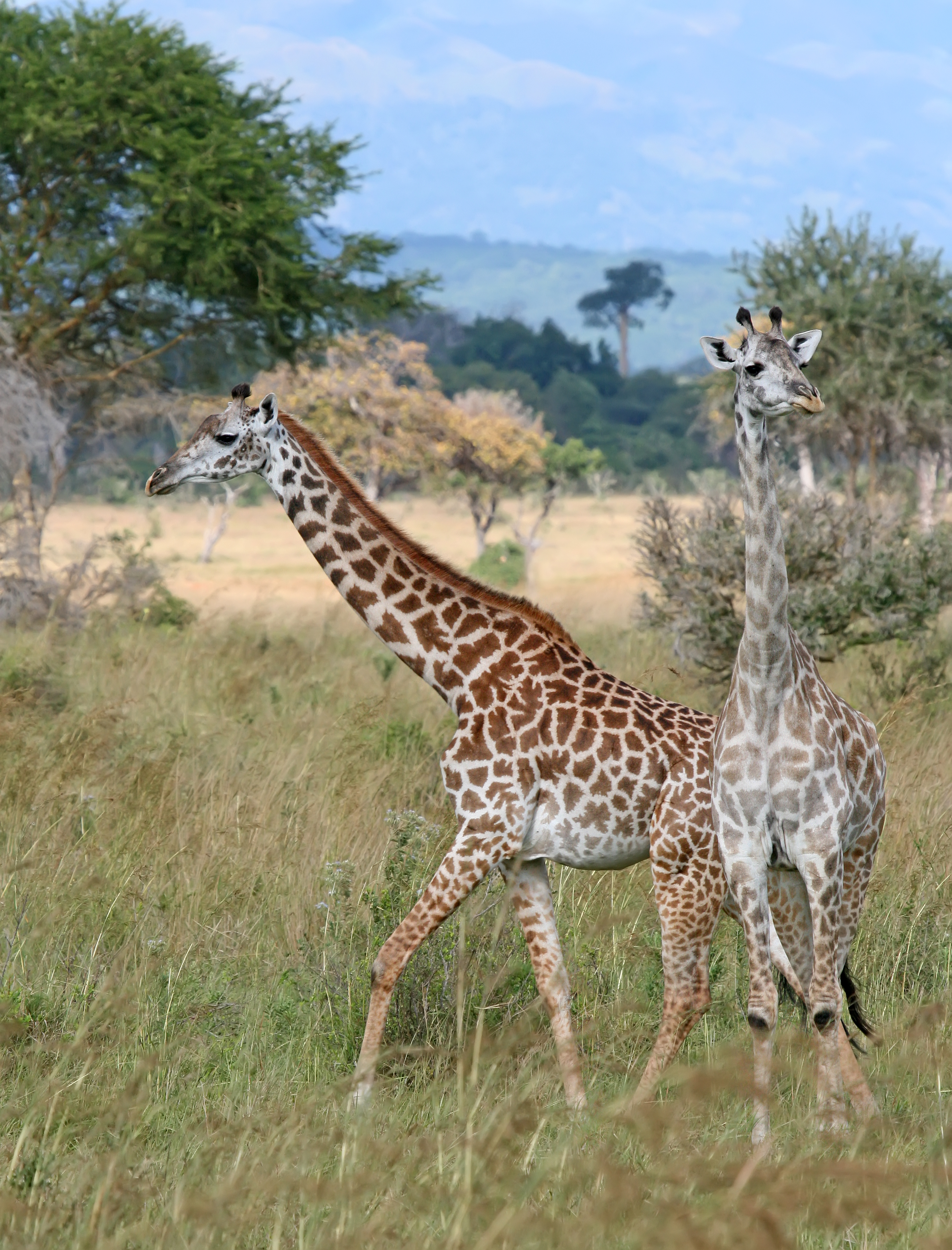
Dues girafes

Les girafes fan entre 5 i 6 metres d'alçada, essent els mascles més alts que les femelles. Les girafes i els ocapis tenen el coll i les cames allargades, trets característics de les dues espècies. Tant els mascles com les femelles de girafa presenten corns recoberts de pelatge anomenats ossicons, mentre que en els ocapis només els mascles en tenen.
Els giràfids comparteixen molts trets comuns amb altres remugants. Tenen peülles i canyella, com la majoria de bòvids i un estómac complex amb quatre cambres. No tenen dents incisives superiors ni tampoc canins, substituïdes per un coixinet dur amb forma de corn. Tenen un diastema especialment ample entre les dents frontals i les de la galta. Aquestes últimes són queixals adaptats per a moldre matèria vegetal d'elevada duresa. Els giràfids tenen una llengua prènsil especialment adaptada per poder agafar millor les plantes.
Els giràfids extints, els ocapis i les girafes tenen molts trets en comú, incloent-hi un parell de corns coberts de pell, anomenats ossicons, de fins a 15 cm de llargària (a excepció de les femelles d'ocapi, que no en tenen); una llengua llarga, negra i prènsil; dents canins lobulats; patrons en el pelatge que els serveix de camuflatge; i una esquena inclinada cap enrere. El coll de l'ocapi és llarg en comparació amb altres remugants, però molt menys que el de la girafa. Les girafes, especialment els mascles, són els animals més alts de la terra, els seus corns s'aixequen fins a 5,5 metres d'alçada, mentre que l'ocapi té una alçada a l'espatlla d'1,7 metres.

## Distribució
Els dos generes existents actualment es troben confinats a l'Àfrica subsahariana. La distribució de l'ocapi es limita a una petita franja de selva pluvial de la República Democràtica del Congo. Encara que la girafa es troba més estesa, cobrí en el passat el doble de l'àrea actual, arribant a qualsevol part d'Àfrica que pogués oferir un clima àrid i sec amb abundància d'arbres.

## Comportament
L'estructura social i el comportament són marcadament diferents en els ocapis i les girafes. Tot i que se sap molt poc del comportament social dels ocapis en llibertat, s'ha arribat a distingir alguns trets comuns entre les dues espècies:
- Tenen un pas ambulant similar al dels camells, amb el seu pes distribuït alternativament sobre la cama dreta i esquerra, mentre que els colls es mantenen en equilibri. Les girafes poden correr a velcitats de fins a 60 km/h d'aquesta manera i es tenen evidencies d'exemplars que han recorregut fins a 1.500 quilòmetres a través del Sahel durant l'estació seca.
- La jerarquia dominant de les girafes, que està ben documentada en els exemplars en llibertat, també s'ha pogut observar en ocapis en captiveri. El cap d'un mascle de girafa adulta pot arribar a pesar 30 quilograms. Si es necessari, els mascles estableixen una jerarquia amb altres mascles balancejant els seus caps envers els altres amb els corns per davant. Un ocapi subordinat mostra senyals de submissió col·locant el seu cap i el coll a terra.

Les girafes son sociables, mentre que els ocapis viuen vides en solitud la major part del temps. Les girafes formen puntualment ramats de fins a 20 individus; aquests ramats poden ser homogenis o una mescla de mascles i femelles així com joves i adults. Als ocapis en canvi se'ls pot trobar habitualment en parelles mare-cria, tot i que poden coincidir amb més individus al voltant de les fonts d'aliment. Les girafes no són territorials i tenen una variabilitat en les zones que habiten, des de 5 fins a 654 quilòmetres quadrats, mentre que els ocapis es mouen en rangs de 2,5 fins a 5 quilòmetres quadrats.
- Ambdós animals són normalment silenciosos, però les dues espècies tenen un cert espectre de vocalitzacions, incloent-hi esternuts, esbufecs, gemecs, xiuxiueigs i xiulets. S'ha suggerit que les girafes poden comunicar-se mitjançant infrasons com els elefants i els rorquals blaus.

## Classificació
- Birgerbohlinia †
- Bohlinia †
- Bramatherium †
- Canthumeryx †
- Decennatherium †

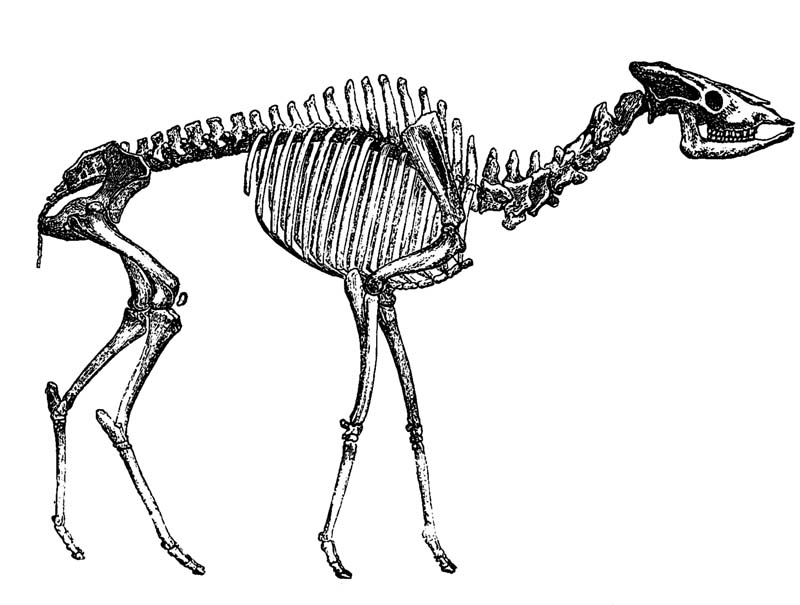
Esquelet d'hel·ladoteri, actualment extint

- Giraffa incloent-hi les quatre espècies vivents actualment.
- Giraffokeryx †
- Helladotherium †
- Honanotherium †
- Hydaspitherium †
- Indratherium †
- Injanatherium †
- Libytherium †
- Mitilanotherium †
- Okapia inclòs l'okapi (l'única espècie existent actualment), Okapia johnstoni.
- Palaeogiraffa †
- Palaeotragus †
- Progiraffa †
- Propalaeomeryx †
- Samotherium †
- Shansitherium †
- Sivatherium †
- Umbrotherium †
- Vishnutherium †